# Universo de locos
Universo de locos es una novela de ciencia ficción, escrita en 1949 por el escritor norteamericano Fredric Brown.

## Sinopsis
Keith Winton es el editor de una revista de ciencia ficción. Con su coqueta compañera, Betty, de la cual está enamorado, visita la estancia de su jefe en Catskills; desafortunadamente, el mismo día se lanza un cohete experimental. Cuando Betty regresa a Nueva York, Keith Winton queda solo con sus anfitriones en el jardín de su estancia, cuando, repentinamente, el motor del cohete (cuyo lanzamiento fue un fracaso) se estrella y explota en el jardín de la estancia, en cuya explosión todos mueren. En las pericias, nunca encuentran el cuerpo de Keith Winton, por lo que deducen que el cohete, al explotar demasiado cerca de él, lo vaporizó. Pero no fue así. Winton fue trasladado a un extraño pero engañosamente similar universo paralelo. Extrañado, Winton se encuentra asombrado al descubrir que los "créditos" han reemplazado a los dólares, y se encuentra con extraños seres rojos a los que llaman "lunans". Al momento que entra a un bar cercano realiza una compra, y al pagar con monedas pertenecientes a su universo, se ve en problemas, ya que lo acusan de ser un espía arturiano. Luego de escapar de esta situación comienza una vida de incógnito, recabando información de este nuevo universo, e intentando averiguar cómo regresar al suyo.

## Estilo
Universo de locos es una novela llena de humor, principalmente proveniente del choque cultural que siente el protagonista, y las cosas extrañas que se encuentran en el universo, como máquinas de coser que abren el camino a los viajes interestelares. Una vista un poco en broma y un poco en serio de la sociedad moderna y de la realidad de nuestro mundo, este estilo desenfadado se fue haciendo más notorio en sus trabajos subsecuentes, principalmente en su obra de 1955, Marciano, vete a casa.

## Recepción
La novela ha sido nombrada entre las obras fundamentales de la literatura de ciencia ficción por numerosos críticos, entre ellos
- Annick Beguin, Les 100 principaux titres de la science-fiction, Cosmos 2000, 1981 ;
- Jacques Sadoul, Anthologie de la littérature de science-fiction, Ramsay, 1981 ;
- Jacques Goimard and Claude Aziza, Encyclopédie de poche de la science-fiction. Guide de lecture, Presses Pocket, coll. « Science-fiction », n°5237, 1986 ;
- Denis Guiot, La Science-fiction, Massin, coll. « Le monde de... », 1987 ;
- Enquête du Fanzine Carnage mondain auprès de ses lecteurs, 1989 ;
- Lorris Murail, Les Maîtres de la science-fiction, Bordas, coll. « Compacts », 1993 ;
- Stan Barets, Le science-fictionnaire, Denoël, coll. « Présence du futur », 1994.

Boucher y McComas nombraron a Universo de locos la mejor novela de ciencia ficción de 1949, mencionando su "mezcla de humor, lógica, terror y sátira". P. Schuyler Miller elogió la novela, describiéndola como un "alegre estofado de bien probados ingredientes, servidos con toda la importante diferencia de sabor.